# ليون جين
ليون جين (بالإنجليزية: Leon Jeanne)‏ هو لاعب كرة قدم بريطاني، ولد في 17 نوفمبر 1980 في كارديف في المملكة المتحدة. شارك مع منتخب ويلز تحت 21 سنة لكرة القدم. أما مع النوادي، فقد لعب مع كارديف سيتي وكوينز بارك رينجرز ونادي أفان ليدو ونادي باري تاون يونايتد ونيوبورت كونتي.

## وصلات خارجية
- ليون جين على موقع قاعدة بيانات كرة القدم.إي يو (الإنجليزية)
- ليون جين على موقع Soccerbase.com (لاعب) (الإنجليزية)
- ليون جين على موقع عالم كرة القدم.نت (الإنجليزية)